# GVV Velocitas in het seizoen 1958/59
Het seizoen 1958/1959 was het vierde jaar in het bestaan van de Groninger betaaldvoetbalclub Velocitas. De club kwam uit in de Tweede divisie A en eindigde daarin op de 13e plaats. Tevens deed de club mee aan het toernooi om de KNVB beker, hierin werd in de tweede ronde verloren van Zwartemeer (3–5).

## Wedstrijdstatistieken

### Tweede divisie B
|       | Be Quick | Enschedese Boys | Go Ahead | Heerenveen | N.E.C. | Oldenzaal | Oosterparkers | PEC   | Rheden | Tubantia | Veendam | Zwartemeer | Zwolsche Boys |
| ----- | -------- | --------------- | -------- | ---------- | ------ | --------- | ------------- | ----- | ------ | -------- | ------- | ---------- | ------------- |
| Thuis | 5 – 5    | 0 – 5           | 0 – 0    | 4 – 1      | 1 – 1  | 1 – 3     | 0 – 0         | 1 – 0 | 1 – 2  | 0 – 0    | 0 – 0   | 2 – 0      | 3 – 1         |
| Uit   | 2 – 0    | 0 – 0           | 1 – 0    | 1 – 1      | 2 – 2  | 1 – 1     | 2 – 0         | 2 – 1 | 3 – 1  | 3 – 1    | 2 – 1   | 3 – 0      | 1 – 4         |

### KNVB beker
| 1e ronde                                                 | Stadskanaal                     | 2 – 3 (2 – 2, 2 – 1) Na verlenging | Velocitas                                                                           |
| 1 januari 1959 Plaats: Stadskanaal Sportpark Het Pagedal | Spierenburg –' (pen.) Kemper    |                                    | –', –' Jurrie Smeltekop Evert Drommel                                               |
| 2e ronde                                                 | Veloitas                        | 3 – 5                              | Zwartemeer                                                                          |
| 22 april 1959 Plaats: Groningen Stadspark                | Evert Drommel –', –' (pen.), –' |                                    | Gerard Lippold Hans Kalter Katrinus van der Werf Tonny Roosken –' (e.d.) Groenewoud |

## Statistieken Velocitas 1958/1959

### Eindstand Velocitas in de Nederlandse Tweede divisie B 1958 / 1959
| 13e | 26 | 5 | 10 | 11 | 20 | 30 | 41 |

### Topscorers
| #      | Naam            | Goal |
| ------ | --------------- | ---- |
| 1.     | Evert Drommel   | 10   |
| 2.     | Henk Medema     | 9    |
| 3.     | Piet Eimers     | 4    |
| 3.     | Harm Postma     | 4    |
| 5.     | Jan Doom        | 2    |
| 6.     | Dick Kristerius | 1    |
| Totaal | Totaal          | 30   |

| #      | Naam             | Goal |
| ------ | ---------------- | ---- |
| 1.     | Evert Drommel    | 4    |
| 2.     | Jurrie Smeltekop | 2    |
| Totaal | Totaal           | 6    |